# Soft Parade
Soft Parade was een Nederlandse alternatieve-rockband, afkomstig uit Tilburg. De band trad op van 1991 tot 1995.

## Ontstaan
Na eerst gedurende een jaar repertoire te hebben geschreven, richtten Eric Maas (basgitaar) en Hans Bos (zang/gitaar) in augustus 1990 de band op met Dick Brouwers (hammondorgel), Joop Pollet (gitaar), Edwin Visser (drums), en met Marieke Giessen en Sigrid van Woudenberg als achtergrondzangeressen. In ruil voor een grafische restyling van de ruimte van Studio Chateau mocht de band er in de nachtelijke uren een demo opnemen. Deze werd aangeboden aan Dave Stewart toen hij optrad in popzaal Noorderligt, ook in Tilburg. Twee weken later tekende de groep bij het Engelse Anxious Records, platenlabel van David A. Stewart (Eurythmics). In juni 1991 verscheen een eerste ep waarvan Nobody Told You Anything en Cry All Over Me airplay kregen in het Verenigd Koninkrijk, Nederland en België.
Visser, Giessen en Van Woudenberg werden vervangen door respectievelijk Pascal Vermeer, Titia van Krieken en Marjolein Kempen. Stewart produceerde vervolgens het debuutalbum Puur, waarna tournees door onder andere Nederland, Engeland (met Shakespears Sister) en Duitsland (met The Godfathers) volgden.
De in Londen opgenomen videoclips ('When Violets Meet' en 'Strange Flowers') werden op MTV vertoond, evenals de clip 'Nobody Told You' door A. Swietkowiak. Soft Parade werd door velen omschreven als 'Velvet Underground ontmoet jaren negentig-pop'. Later traden achtereenvolgens Henk Jonkers (Fatal Flowers), Gerben Ibelings (Bad to the Bone) en Marc Lamb (Claw Boys Claw) toe. Ten tijde van de laatste cd Get Well Soon (Polydor/Peermusic) werd de rij gesloten door Jacques Beljaars (drums) en Paul van Weert (toetsen). Running for Love (1992), een duet met zangeres Toni Halliday van Curve, werd opgenomen in de Londense Church Studio.

## Discografie
- Bleedin' Hearts (demo cassette Feb. 1990)
- Nobody Told You (ep 1991)
- Puur (cd/lp 1992)
- When Violets Meet (ep 1992) (Tip10 in de Tipparade)
- Eric Says (ep 1992)
- Get Well Soon (cd 1995)
- Cool (ep 1995)
- Honey (ep 1995)